# Joe Gqabi
Joe Gqabi is een district in Zuid-Afrika.
Joe Gqabi ligt in de provincie Oost-Kaap en telt 349.768 inwoners.

## Gemeenten in het district[4]
- Elundini
- Senqu
- Walter Sisulu